# 姫次
姫次（ひめつぎ・ひめつぐ）は、丹沢山地北部、神奈川県相模原市にある標高1,433 mの山である。

## 概要
丹沢山地の南北に伸びる丹沢主脈の北部に位置する山であり、周辺の山々とともに丹沢大山国定公園に指定されている。山頂付近は丹沢山地の稜線としては珍しい平坦な地形となっており、県内最大級のカラマツ林（植林）が広がっている。カラマツ林はかながわの美林50選に選ばれている。登山道は東海自然歩道の一部であり、当山の標高1,433 mは同歩道の最高地点である。

## 山名の由来
1582年の天目山の戦いで織田信長・徳川家康連合軍に敗れた武田勢の旗本、小山田八左衛門の娘である折花姫が同連合軍に追われ、この地にたどり着いた。折花姫は連合軍に包囲され「もはやこれまで」と持っていた短刀で自分の喉を突き、自害した（追っ手に崖の下へ突き落とされたという説もある）。このことから「姫突き」が転じて「姫次（ひめつぎ）」という地名になったといわれている。近年では「ひめつぐ」と読まれることもあり、「ひめつぎ・ひめつぐ」と両方のルビがふられている地図もある（昭文社など）。

## 登山

### 登山ルート

#### 丹沢主脈縦走ルート

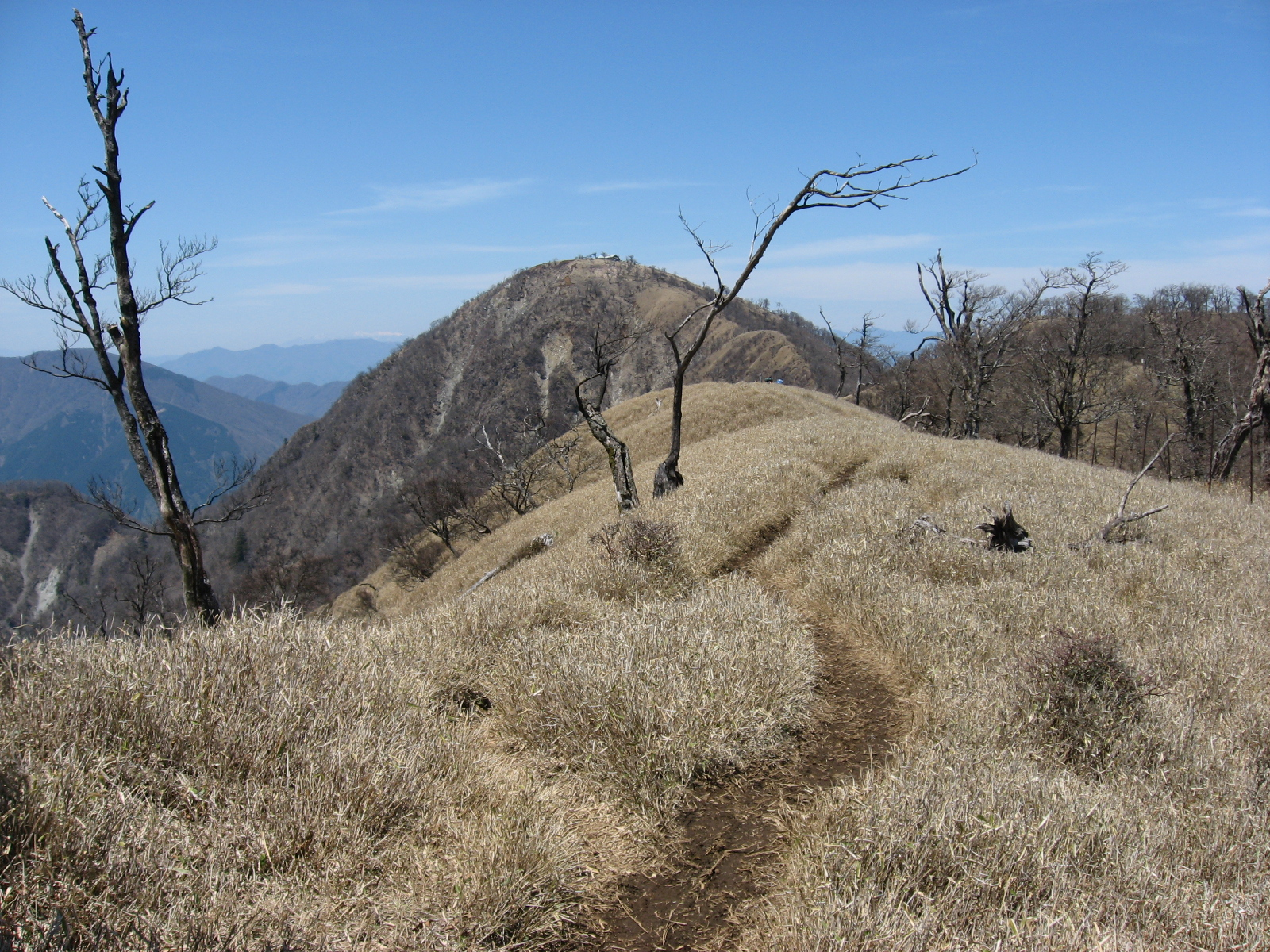
丹沢主脈の縦走路

小田急小田原線渋沢駅よりバスで15分の大倉登山口から大倉尾根 - 塔ノ岳 - 丹沢山 - 蛭ヶ岳 - 姫次 - 焼山 - 西野々（焼山登山口）と丹沢主脈を縦走するルート。総距離約25 kmの長丁場となるため、丹沢山のみやま山荘や蛭ヶ岳の蛭ヶ岳山荘で一泊し、二日かけて縦走するパターンが一般的である。

#### 神ノ川ルート
姫次西麓の神ノ川（かんのがわ）から入山し、風巻ノ頭、袖平山を経るルート。東海自然歩道の一部であり、毎年7月に開催される北丹沢12時間山岳耐久レースのコースの一部でもある。登山口までのアクセスが悪く、このルートの登山者は少ない。

#### 青根ルート
相模原市津久井町青根の東野バス停より八丁坂ノ頭を経て登るルート。マイカー利用の場合は林道の終点近くまで行けるため、姫次やその先の蛭ヶ岳への最短登山ルートとして多く利用される。

### 周辺の山小屋
最寄りの山小屋は黍殻山付近にある黍殻避難小屋である。姫次の南側にある原小屋平には、1955年の神奈川国体時に建設された原小屋山荘という山小屋があったが、登山者の少ない丹沢北部地域での経営が困難となり1981年に閉鎖・解体された。
| 画像 | 名称         | 位置           | 姫次からの 方角と距離 (km) | 備考                 |
| ---- | ------------ | -------------- | -------------------------- | -------------------- |
|      | 黍殻避難小屋 | 黍殻山の南     | 北東 1.6                   | 無人小屋・トイレあり |
|      | 蛭ヶ岳山荘   | 蛭ヶ岳山頂     | 南 2.8                     | 有人小屋・通年営業   |
|      | みやま山荘   | 丹沢山山頂     | 南東 4.7                   | 有人小屋・通年営業   |
|      | 青ヶ岳山荘   | 檜洞丸山頂付近 | 南西 4.5                   | 有人小屋・期間営業   |

## 周辺の山
姫次の南側に丹沢山地および神奈川県の最高峰である蛭ヶ岳が位置する。
| 山容 | 名称     | 標高 (m) | 姫次からの 方角と距離 (km) | 備考                 |
| ---- | -------- | -------- | -------------------------- | -------------------- |
|      | 焼山     | 1,060    | 北東 4.1                   |                      |
|      | 黍殻山   | 1,273    | 北東 2.2                   |                      |
|      | 姫次     | 1,433    | 0                          | 東海自然歩道最高地点 |
|      | 袖平山   | 1,432    | 西 0.7                     |                      |
|      | 風巻ノ頭 | 1,077    | 西 2.3                     |                      |
|      | 蛭ヶ岳   | 1,673    | 南 2.8                     | 丹沢山地の最高峰     |
|      | 丹沢山   | 1,567    | 南東 4.8                   | 日本百名山           |
|      | 檜洞丸   | 1,601    | 南西 4.5                   |                      |
|      | 大室山   | 1,588    | 西 5.9                     |                      |